# Everything Burns
Everything Burns – ballada rockowa stworzona przez Bena Moody’ego na ścieżkę dźwiękową do filmu Fantastyczna Czwórka (2005) oraz pierwszy album kompilacyjny Anastacii, Pieces of a Dream (2005). Wyprodukowany przez Moody’ego oraz Jaya Baumgardnera i nagrany z gościnnym udziałem Anastacii, utwór wydany został jako pierwszy singel z krążka wokalistki dnia 4 lipca 2005 w Europie oraz 18 lipca 2005 w Wielkiej Brytanii.

## Teledysk
Teledysk do singla nagrywany był w dniach 30 kwietnia – 1 maja 2005 w Culver Studios, w Los Angeles oraz reżyserowany przez Antti Jokinena. Klip ukazuje Moody’ego siedzącego na dachu wieżowca i grającego na gitarze oraz wokalistkę idącą amerykańskimi ulicami w czasie gdy śpiewa. Fabuła videoclipu toczy się nocą. W czasie trwania teledysku widać ujęcia pokazujące sceny z filmu Fantastyczna Czwórka.

## Listy utworów i formaty singla
Europejski CD singel
1. „Everything Burns” (Album Version) – 3:43
2. „Everything Burns” (Instrumental Version) – 3:41
3. „Everything Burns” (Video Version) – 3:42

Europejski CD-maxi singel
1. „Everything Burns” (Album Version) – 3:43
2. „Everything Burns” (Instrumental Version) – 3:41
3. „Everything Burns” (Video Mix) – 3:44
4. „Everything Burns” (Videoclip) – 3:42

## Pozycje na listach
| Lista przebojów (2005)            | Najwyższa pozycja |
| --------------------------------- | ----------------- |
| Australia ARIA Singles Chart      | 33                |
| Austria Singles Chart             | 6                 |
| Belgia Singles Chart              | 41                |
| Dania Singles Chart               | 11                |
| Holandia Top 40 Chart             | 7                 |
| Niemcy Singles Chart              | 11                |
| Nowa Zelandia RIANZ Singles Chart | 24                |
| Szwajcaria Singles Chart          | 3                 |
| Włochy Singles Chart              | 1                 |
| United World Chart                | 26                |